# Hermann Møller
Hermann Møller ou Hermann Möller, né le 13 janvier 1850 dans le hameau de Hjerpsted (commune de Tonder au Danemark) et mort le 5 octobre 1923 à Copenhague, est un linguiste danois spécialiste en linguistique comparée et sur la théorie des laryngales.

## Biographie
Hermann Møller est né en Frise-du-Nord, conquise ensuite par l'Allemagne lors de la guerre des Duchés en 1864 et il fréquenta des universités en Allemagne. Il enseigna la philologie à l'université de Copenhague pendant une trentaine d'années.  
En 1883, il publia Das altenglische Volksepos in der ursprünglichen strophischen Form, « la poésie épique populaire en vieil anglais sous sa forme strophique originelle », ouvrage dans lequel il propose, notamment, que Beowulf aurait été composé selon une versification qui a été corrompue par les poètes tardifs.

## Travaux

### L'indo-européen et le sémitique
Hermann Møller étudia la linguistique comparée entre les langues indo-européennes et les langues sémitiques. Il étudia notamment les liens entre les langues chamito-sémitiques et les langues nostratiques.
Les linguistes Louis Hjelmslev et Holger Pedersen lui apportèrent une certaine reconnaissance en soutenant ses hypothèses de travail. Le linguiste français Albert Cuny rendit hommage à son confrère danois et reprit ses recherches en les approfondissant. 

### La théorie des laryngales
Hermann Møller reprit les travaux du linguiste suisse, Ferdinand de Saussure, sur la théorie des laryngales afin d'expliquer certains traits de la phonétique indo-européenne.
En 1878, Ferdinand de Saussure, étudiant à l'université de Leipzig, alors âgé de 21 ans, publia son Mémoire sur le système primitif des voyelles dans les langues indo-européennes. Selon Saussure, l'indo-européen aurait possédé deux coefficents sonantiques qui ont disparu en produisant deux effets : l'allongement de la voyelle précédente et un effet de coloration sur le timbre celle-ci (l'un changeant le e en a, le second le transformant en o). Il expliqua en 1892 que la chute d'un coefficent sonantique placé après la lette t explique la correspondance entre la dentale sourde aspirée du sanskrit (th) et la dentale simple des autres langues indo-européennes.
Aucun des néogrammairiens de l'université de Leipzig, qui étaient alors le fer de lance des études indo-européennes, n'accepta ces hypothèses de Saussure. Les critiques d'Hermann Osthoff allèrent jusqu'aux insultes envers la personne de Saussure. Møller fut quasiment le seul chercheur à defendre cette théorie, il écrivit un article en ce sens en 1880 qui l'exposa lui aussi à la colère d'Osthoff.
Møller perfectionna nettement la théorie de Saussure :
- Il conjectura un troisième coefficient sonantique, dépourvu d'effet de coloration des voyelles (1880). La plupart des chercheurs partisans de la théorie des laryngales se sont ralliés à cette idée[6].
- Il démontra que ces coefficients coloraient également les voyelles qu'ils précédaient, sans les allonger[7]. Cet argument a lui-aussi été largement accepté.
- En 1917, Møller publia une œuvre majeure sur cette théorie, Die semitisch-vorindogermanischen laryngalen Konsonanten, « Les consonnes laryngales sémitiques et pré-indo-européennes ». Il y proposait que les supposés coefficents sonantiques étaient en fait des laryngales, un type de son présent dans les langues sémitiques. Il en concluait que la présence de ces consonnes à la fois dans les langues sémitiques et en indo-européen commun prouvait la parenté de ces langues. La thèse de Møller est depuis lors connue sous le nom de théorie des laryngales. Actuellement, peu de chercheurs pensent que ces consonnes étaient réellement des laryngales, et leur prononciation exacte reste sujet d'âpres discussions, mais le terme de laryngales demeure d'usage généralisé [8].

Pendant une cinquantaine d'années, la théorie des laryngales a été largement considérée comme une « distraction pour dandy excentrique ». Elle était totalement rejetée en Allemagne. Mais en 1927, le linguiste polonais Jerzy Kuryłowicz annonça que la lettre ḫ en hittite apparaissait aux positions prédites par la théorie des laryngales de Møller et Saussure. Cette preuve décisive a entrainé l'acceptation générale, à notre époque, de la théorie des laryngales, selon différentes variantes, en particulier sur le nombre des laryngales : l'hypothèse de trois laryngales soutenue par Møller est la plus largement acceptée, mais selon les chercheurs, elle pourrait aller d'une seule jusqu'à treize.
Oswald Szemerényi considère que, bien que Saussure soit le fondateur des vues modernes sur le système des voyelles indo-européennes, la paternité de la théorie des laryngales revient à Møller.

### Publications
- (de) Das altenglische Volksepos in der ursprünglichen strophischen Form, Kiel-Lipsia, Lipsius & Tischer, 1883.
- (de) Zur althochdeutschen Allitterationspoesie, Kiel-Lipsia, Lipsius & Tischer, 1888.
- (de) Semitisch und Indogermanisch, t. 1 : Konsonanten, Copenhague, H. Hagerup, 1906 ; rééd. Hildesheim–New York, Georg Olms, 1978  (ISBN 3487066696)
- (da) Indoeuropaeisk-semitisk sammenlignende glossarium, Copenhague, Trykt i Universitetsbogtrykkeriet, 1909.
- (de) Vergleichendes indogermanisch-semitisches Wörterbuch, Gottingue, Vandenhoeck & Ruprecht, 1911 ; rééd. 1997  (ISBN 3525261152).
- (de) Die semitisch-vorindogermanischen laryngalen Konsonanten, Copenhague, Andr. Fred. Høst., 1917.